# Turriaco
Turriaco är en ort och kommun i regionen Friuli-Venezia Giulia i Italien och tillhörde tidigare även provinsen Gorizia som upphörde 2017. Kommunen hade 2 854 invånare (2018).